# Yūji Nishida
Yūji Nishida (jap. 西田有志 Nishida Yūji; ur. 30 stycznia 2000 w Inabe) – japoński siatkarz, grający na pozycji atakującego, reprezentant Japonii. 
Jego żoną jest siatkarka Sarina Koga, z którą ożenił się 31 grudnia 2022 roku. Pod koniec lipca 2025 roku siatkarska para poinformowała, że spodziewają się dziecka.

## Sukcesy klubowe
Mistrzostwo Japonii:
- 2020
- 2024[6]

Puchar Cesarza:
- 2020[7], 2023[8]

Klubowe Mistrzostwa Azji:
- 2025[9]

## Sukcesy reprezentacyjne
Mistrzostwa Azji Kadetów:
- 2017[10][11]

Mistrzostwa Azji:
- 2023[12]
- 2019

Liga Narodów:
- 2024[13]
- 2023[14]

## Nagrody indywidualne
- 2019: Najlepszy atakujący Pucharu Świata
- 2020: MVP finałowego meczu ligi japońskiej w sezonie 2019/2020
- 2023: MVP Pucharu Cesarza